# Karpinskiy (cràter)

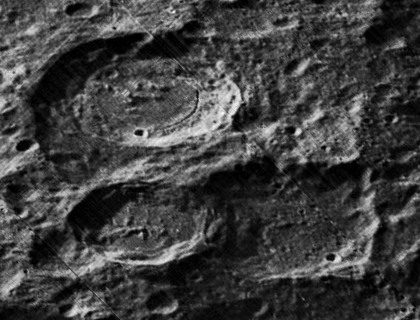
Vista obliqua de Karpinskiy (a dalt esquerra), Ricco (a baix esquerra), i Milankovic (a baix dreta), des de la Lunar Orbiter 5

Karpinskiy és un cràter d'impacte localitzat en l'hemisferi nord de la cara oculta de la Lluna. És concèntric amb una formació més gran i més antiga que es troba en la vora meridional. Aquesta vora combinada dona a Karpinskiy una paret interior més gran i més ampla en el seu cara sud. Just al nord es troba la formació de doble cràter de Milankovič i Riccò, que travessa la part nord del gran cràter que conté a Karpinskiy. Al sud-est de Karpinskiy es troba el cràter més petit Schjellerup.

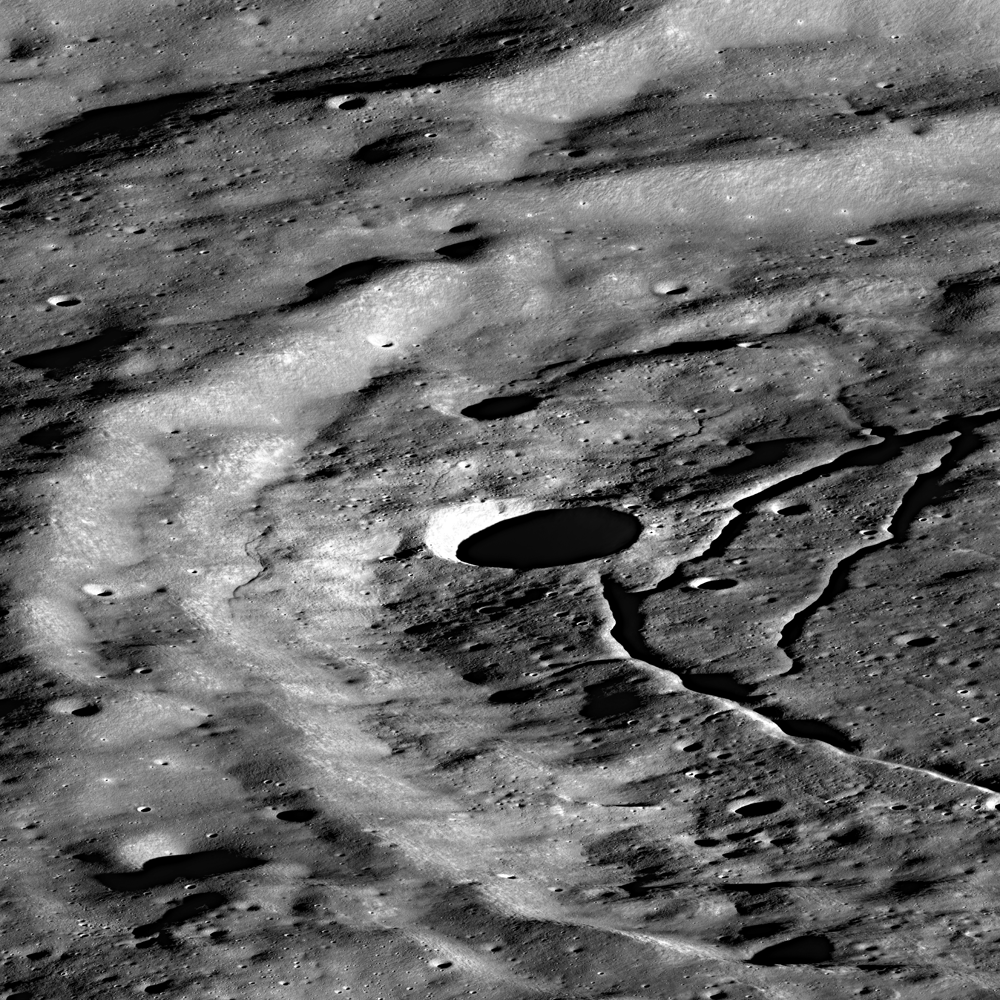
Karpinskiy, amb el sistema de rimes interior. (Fotografia de la missió LRO)

La paret interior de Karpinskiy apareix terraplenada, particularment en la seva meitat nord. La meitat sud és irregular i més ampla, però manca d'un sistema de terrasses ben definit. Un petit cràter es troba en la paret interior sud. El sòl interior és més pla en la meitat nord i una mica més aspre i muntanyenc en el sud, particularment prop del punt central del cràter. Presenta un sistema d'esquerdes en la part nord de la seva plataforma, amb la rima més prominent seguint un arc gairebé paral·lel a la paret interna, acostant-se a la vora en el nord-est, on s'uneix a la vora d'un altre cràter més petit amb forma de bol.
Aquest cràter és de vegades també escrit com "Karpinsky".

## Cràters satèl·lit

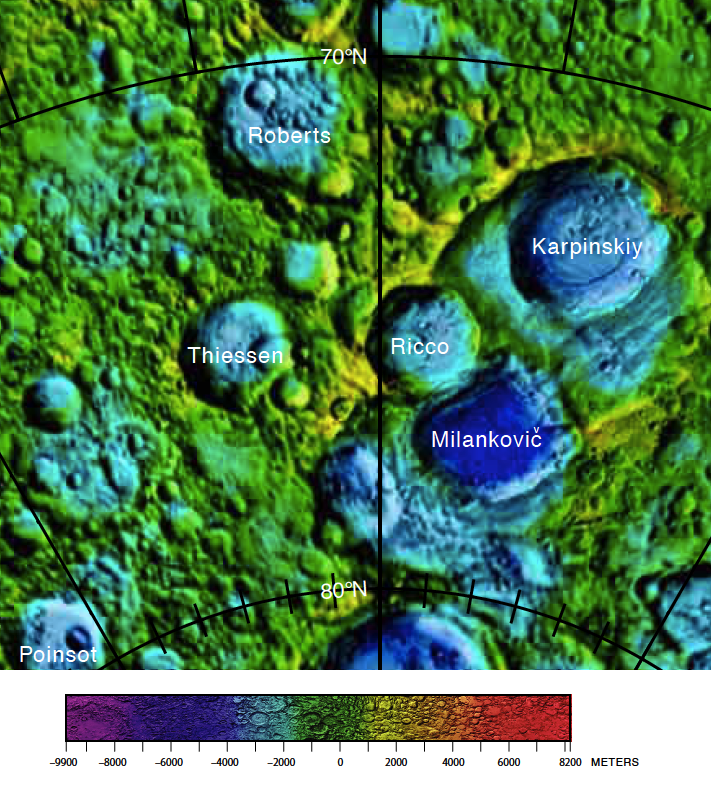
Localització de Karpinskiy

Per convenció aquests elements són identificats en els mapes lunars posant la lletra en el costat del punt central del cràter que està més proper a Karpinskiy.
|            | \| Karpinskiy \| Coordenades \| Diàmetre \| \| ---------- \| -------------------------------------- \| -------- \| \| J \| 71° 30′ N, 175° 06′ E / 71.5°N,175.1°E \| 25 km \| |          |
| Karpinskiy | Coordenades | Diàmetre |
| J          | 71° 30′ N, 175° 06′ E / 71.5°N,175.1°E | 25 km    |